# Gertrud
Gertrud és una pel·lícula de Dinamarca, dirigida per Carl Theodor Dreyer en 1964, i protagonitzada per Nina Pens Rode, Bendt Rothe, Ebbe Rode i Baard Owe. Va ser produïda per Palladium, i filmada als estudis de Nordisk Film a Valby. Les escenes exteriors foren filmades al parc del castell de Vallø.

## Sinopsi
Considerada per molts l'obra mestra del danès Carl Theodor Dreyer, Gertrud es pot entendre com el resum de l'art del cineasta. Inspirada en una obra de principis del XIX escrita per Hjalmar Söderberg, aquesta pel·lícula conta la història d'una dona que viu amb l'obsessió de trobar l'amor ple. Gertrud, que va arribar a ser una famosa cantant, es decideix a abandonar al seu marit i anar-se amb el seu amant. L'endemà descobreix que aquest l'ha traït i això impedeix que li pugui lliurar un amor absolut, per la qual cosa l'excantant abandona als dos i comença una vida en solitari, reflexionant sobre com el compromís de l'amor és una simple convenció que no va més enllà d'intentar establir un límit que, sovint, no significa res. En un ambient burgès en el qual predominen les relacions fredes i les convencions socials, Gertrud és la nota discordant, gairebé obscena, les ànsies de la qual d'amor i veritat suposen una rebel·lió en un món en el qual no hi ha lloc per als sentiments.

## Repartiment
- Nina Pens Rode - Gertrud
- Bendt Rothe - Gustav Kanning
- Ebbe Rode - Gabriel Lidman
- Baard Owe - Erland Jansson
- Axel Strøbye - Axel Nygren
- Vera Gebuhr - Institutriu de Kanning
- Lars Knutzon - Estudiant

## Recepció
La pel·lícula fou estrenada a Le Studio Médicis de París el 18 de desembre de 1964. L'equip de cinema va fallar diverses vegades durant la projecció, els subtítols eren de baixa qualitat i les bobines es mostraven en un ordre equivocat, provocant reaccions extremadament negatives per part del públic. Fou estrenada a Dinamarca l'1 de gener de 1965 al Film-Centralen-Palladium. Més tard, quan fou estrenada al Festival Internacional de Cinema de Cannes, on va ser esbroncada. Més tard fou projectada en una casa embalada a la 26a Mostra Internacional de Cinema de Venècia de 1965, però més de la meitat dels assistents van sortir durant la pel·lícula. Els que es van quedar van donar a la pel·lícula una ovació de peu, fent que Dreyer s'emocionés visiblement.

## Premis
Medalles del Cercle d'Escriptors Cinematogràfics
| Categoria                            | Nominats | Resultat   |
| ------------------------------------ | -------- | ---------- |
| Millor pel·lícula de sales especials | Gertrud  | Guanyadora |

També va guanyar el Premi FIPRESCI en la 26a Mostra Internacional de Cinema de Venècia i el Prix du comité directeur ale 7è Festival dels Ciné-Rencontres a Prada de Conflent. En 1965 va rebre el Premi Bodil a la millor pel·lícula danesa. També fou seleccionada per Dinamarca com a candidata a l'Oscar a la millor pel·lícula de parla no anglesa als Premis Oscar de 1965, però la seva nominació no fou acceptada.